# Хемон
Хемон или Хајмон (грч. Άιμον) је у грчкој митологији био син тебанског краља Креонта и његове жене Еуридике.

## Етимологија
Име Хемон има значење „вести“ или „онај који крвари“.

## Митологија
Хемон је био вереник кћерке тебанског краља Едипа, Антигоне, која је, мада јој је Креонт то забранио, сахранила свога брата Полиника, који је погинуо у рату седморице против Тебе. Када је Креонт чуо шта је Антигона урадила, хтео је да је казни смрћу, али је Хемон био против тога и стао је на њену страну. Доказивао је своме оцу да је она правилно поступила и то по законима који су много виши чак и од закона самих краљева, а и да се целокупан народ Тебе слаже са таквим чином. Без обзира на убеђивања, Креонт је остао при својој одлуци. Прво је наредио да се она убије на лицу места и то пред Хемоном, а онда је наредио да се она жива зазида у гробницу Лабдакида. Након неког времена и после неколико злокобних знамења које су послали богови, Креонт је одлучио да ослободи Антигону из гробнице, али, када су је отворили, већ је била мртва, јер је извршила самоубиство. Хемон, очајан због њене смрти и сам је себи одузео живот тако што се пробо својим мачем. Ову верзију приче су дали Софокле у „Антигони“ и Хигин, док су Аполодор и неки други аутори писали да је Хемона убила Сфинга. У Хомеровој „Илијади“, он је са Антигоном имао сина Меона, јер је успео да је спасе. Према једној причи, када је Креонт наложио Хемону да Антигону живу сахрани у Полиников гроб, Хемон се правио да ће то учинити, али ју је заправо одвео међу пастире, где је наставила да живи и родила му сина. Када је дечак одрастао, дошао је у Тебу да учествује у погребним играма и Креонт га је препознао по змијоликом белегу који су имали сви Кадмови потомци. Осудио га је на смрт, иако га је Херакле молио да то не учини. Због тога је Хемон убио Антигону и себе.

## Друге личности
- У „Илијади“ се помињао као отац Леркеја, Алкимедонтовог оца.[5] Помињао се и Хемон који је предводио контингент из Пилије у Троји.[6]
- Према Паусанији, био је Тоантов син, а отац Оксила и Термија.[7]
- Паусанија је помињао и Ликаоновог сина који је основао град Хемонију у Аркадији.[7] Њега је поменуо и Аполодор.[3]
- У Вергилијевој „Енејиди“, војник у Турновој војсци, који се прикључио Енејиним трупама у Италији.[7]
- Хигин је Хемона навео као једног од Актеонових паса.[8]
- Према Квинту Смирњанину, био је Еласипов отац.[7]
- Пелазгов син и Тесалов отац, по коме је некада називана Тесалија; Хемонија (Емонија или Аемонија).[3]